# Friedl Iby
Friedl Iby (Norimberga, 6 aprile 1905 – Unterpfaffenhofen, 15 aprile 1960) è stata una ginnasta tedesca.

## Palmarès

### Olimpiadi
- 1 medaglia:
  - 1 oro (Berlino 1936 a squadre)